# NGC 1323
NGC 1323 é uma galáxia lenticular (S0) localizada na direcção da constelação de Eridanus. Possui uma declinação de -02° 49' 18" e uma ascensão recta de 3 horas, 24 minutos e 56,0 segundos.
A galáxia NGC 1323 foi descoberta em 19 de Dezembro de 1849 por William Parsons.